# Diaphorus praestans
Diaphorus praestans är en tvåvingeart som först beskrevs av Octave Parent 1931.  Diaphorus praestans ingår i släktet Diaphorus och familjen styltflugor.
Artens utbredningsområde är Peru. Inga underarter finns listade i Catalogue of Life.